# Питалово
Питалово (рус. Пыталово; лет. Pitalova) насељено је место са административним статусом града на западу европског дела Руске Федерације. Налази се на крајњем западу Псковске области и административно припада Питаловском општинском рејону чији је уједно и административни центар.
Према проценама националне статистичке службе за 2015. у граду су живела 5.424 становника.
Званичан статус града Питалово носи од 1933. године.

## Етимологија
Постоје две верзије о пореклу имена града. Према првој верзији императорка Катарина Велика је 1766. подручје око садашњег насеља доделила извесном поручнику Питалову, те је самим тим име антропоним (топоним изведен од личног имена).
Према летонској верзији име насеља потиче од летонске сложенице „pie Tālavas”, што у слободном преводу значи „близу Талаве”. Талава је била једна од средњовековних летонских феудалних државица чија територија је према неким подацима обухватала и цело подручје данашњег Питаловског рејона. Након што је подручје прешлло под власт Русије топоним је русификован и добио је садашњу форму.
У време када је Питалово било у саставу Летоније (1920—1945) у два наврата је мењано име града. У периоду од 1925. до 1938. године град је носио име Јаунлатгале (Jaunlatgalе, Нова Латгалија), а потом и Абрене (Abreni). Изворно име граду је враћено 1945. године након што је ушао у састав Руске СФСР.

## Географија
Град Питалово смештен је у пространој Псковској низији на надморској висини од 80 m. Кроз град протиче река Утроја, лева притока Великаје. Налази се на око 102 km југозападно од административног центра области Пскова, те на око 48 km југозападно од града Острова.
Град је важно саобраћајно средиште и кроз њега пролази деоница међународне железничке пруге од Санкт Петербурга, преко Пскова ка Вилњусу. Такође постоји и крак железнице који се у Питалову рачва ка Риги.
Град излази на деоницу међународног магистралног друмског правца Е262 на релацији Даугавпилс (ЛИТ)—Остров.

## Историја
У статистичком годишњаку Руске Империје за 1782. годину, на подручју Островског округа тадашње Псковске губерније по први пут се помиње село Питалово насељено са свега 13 становника. Године 1863. недалеко од села, на обали реке Утроје, саграђена је мања железничка станица која је по селу добила назив Питалово. Заједно са станицом у њеној непосредној околини саграђено је и неколико стамбених јединица, а 1883. преко реке је саграђен и железнички мост. Станица је комплетно реновирана и проширена 1904. године.
У јануару 1920. летонска војска заузима Питалово и његову околину, а већ 11. августа исте године сходно одредбама Ришког мировног уговора цело то подручје и званчно постаје делом летонске државе. Нове летонске власти су на том подручју већ 1. априла 1925. формирале нову политичку јединицу Абренски округ са седиштем у Питалову. Исте године Питалово је преименовано у Нову Латгалију, односно у Јаунлатгале (лет. Jaunlatgale). Године 1933. Јаунлатгале добија званичан статус града. Према подацима летонске статистичке службе из 1935. у граду су живела укупно 1.242 становника, а најбројнији су били Руси са 50,4% и Летонци са 38,6%. У исто време у граду су деловале три црквене општине: римокатоличка, лутеранска и руска православна..
Дана 1. априла 1938. године град поново мења име и постаје Абрене (лет. Abrene)..
Крајем јуна 1941. град су окупирале јединице Трећег рајха, а већ у првим данима окупације извршена су масовна стрељања углавном руског и јеврејског становништва града (током првог месеца окупације стрељано је око 3.000 особа), а у самом центру града, у згради некадашње гимназије формиран је концентрациони логор. Град су 22. јула 1944. године ослободиле јединице совјетске Црвене армије.
Већ крајем августа исте године званично је успостављена Псковска област, а некадашњи летонски Абревски округ враћен је у састав Русије. Већ наредне године успостављен је Питаловски рејон, а граду је враћено историјско име Питалово.
Након распада Совјетског Савеза Летонија, која се сматрала правним наследником Летонске Републике из 1918, тражила је од Русије враћене подручја некадашњег Абренског округа, позивајући се на Ришки мир из 1920. године. Територијални спор између две земље решен је међудржавним уговором од 27. марта 2007, а сходно одредбама тог договора Летонија се одрекла територијалних претензија на подручје некадашњег Абренског округа.

## Демографија
Према подацима са пописа становништва 2010. у граду је живело 5.826 становника, док је према проценама националне статистичке службе за 2015. град имао 5.424 становника.
| 1939. | 1959. | 1970. | 1979. | 1989. | 2002. | 2010. | 2015. |
| ----- | ----- | ----- | ----- | ----- | ----- | ----- | ----- |
| ---   | 3.453 | 4.099 | 5.173 | 7.166 | 6.806 | 5.826 | 5.424 |